# ランカスター海峡

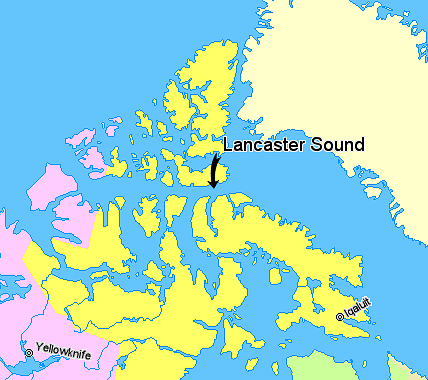
位置

ランカスター海峡（ランカスターかいきょう、Lancaster Sound）は、カナダ・ヌナブト準州デヴォン島とバフィン島との間の海峡であり、パリー海峡の一部にして北西航路の東部に位置する。東にはバフィン湾があり、西にはバイカウントメルビル海峡がある。さらに西へ行くとマクルアー海峡を経て北極海へ至る。
1年の内9ヶ月は氷に覆われる。冬季には、北極海から押し出された巨大かつ無数の氷塊が海峡を覆う特異な風景を作り出す。
生息する生物は多種多様で、ホッキョクダラが多数生息する。ホッキョクダラは多くの鳥や海洋生物の餌ともなっている。また、イッカク・シロイルカ・ホッキョククジラ・ワモンアザラシ・アゴヒゲアザラシ・タテゴトアザラシ・セイウチ・ホッキョクグマ・ハシブトウミガラス・アカアシミツユビカモメ・フルマカモメ・ハジロウミバト・キョクアジサシ・ゾウゲカモメ・ハクガンが生息する。